# Birgit Kelle

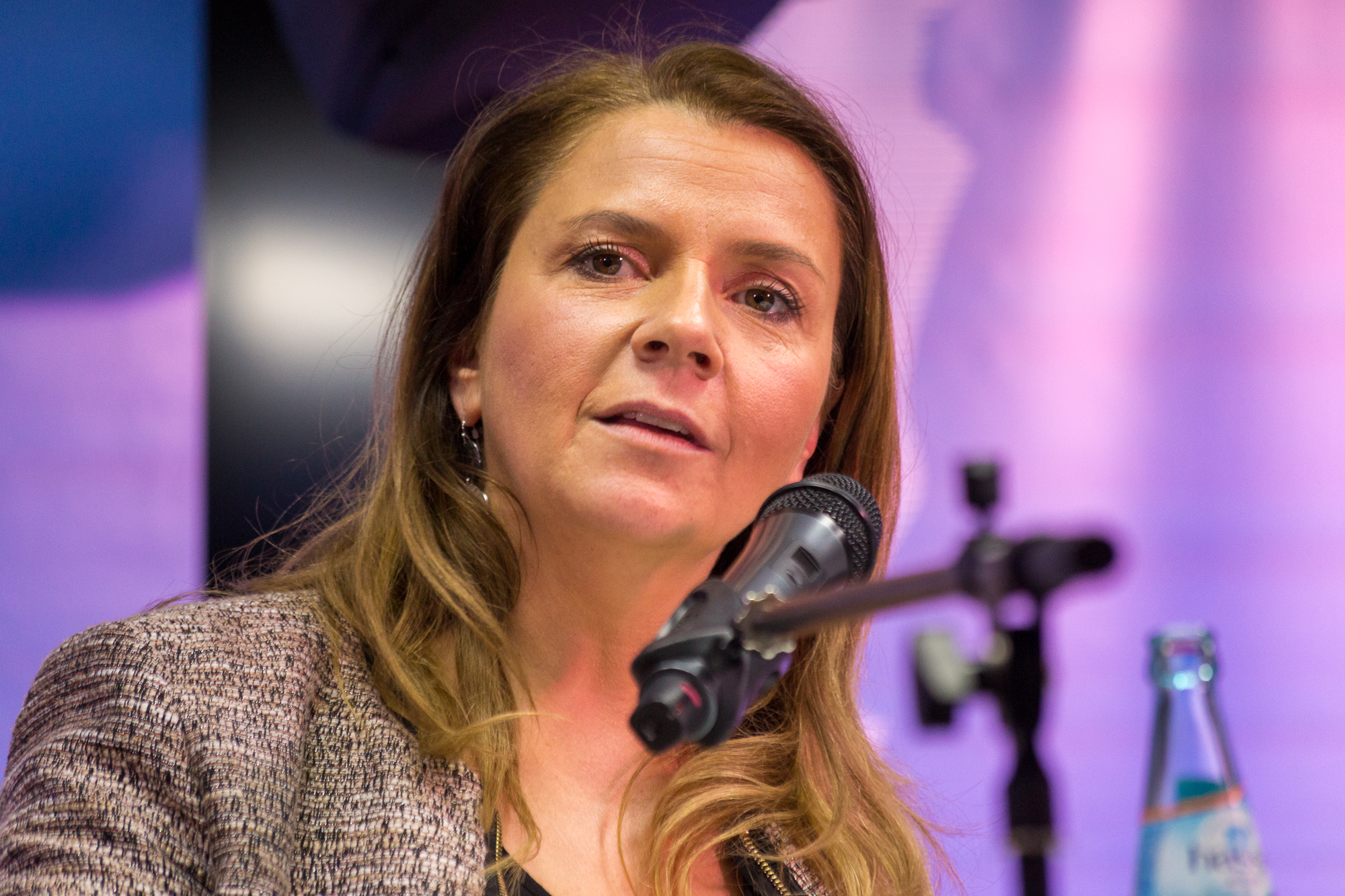
Birgit Kelle (2018)

Birgit Heike Kelle (* 31. Januar 1975 in Heltau, Rumänien, als Birgit Heike Götsch) ist eine deutsche Publizistin.

## Leben
Birgit Kelle siedelte 1984 als Rumäniendeutsche in die Bundesrepublik Deutschland über. Sie konvertierte vom evangelischen Glauben zum Katholizismus. Zunächst studierte sie Rechtswissenschaften an der Albert-Ludwigs-Universität Freiburg, brach das Studium allerdings ab. Mit Anfang zwanzig absolvierte sie ein Volontariat bei einem Anzeigenblatt des Badischen Verlags in Freiburg. Birgit Kelle ist mit dem Journalisten, Medienunternehmer und Autor Klaus Kelle verheiratet. Das Ehepaar hat vier Kinder und wohnt in Kempen am Niederrhein.
Ab 2005 war Birgit Kelle Herausgeberin der christlich orientierten, insbesondere rechtskonservativen Vertretern der Lebensrechtsbewegung eine journalistische Plattform bietenden Monatszeitung VERS1 und führte diese als Chefredakteurin bis zur Einstellung des Blattes 2007. 2006 protestierte sie als Chefredakteurin gegen die Ausstrahlung der MTV-Serie „Popetown“. Die Proteste führten nach Aussage des Medienmagazins DWDL.de zu einer zunächst sehr hohen Einschaltquote, die schon eine Woche später stark absank, aber immer noch überdurchschnittlich war.  Sie ist Autorin der Kolumne Volle Kelle bei The European. Das Debatten-Portal und schrieb für Die Welt, den Focus, den Bayernkurier, Die Weltwoche sowie für überwiegend im rechten Meinungsspektrum zu verortende Organe wie das Online-Portal kath.net, Die Freie Welt, das Online-Magazin des Kopp Verlags, die Achse des Guten, eigentümlich frei und die Junge Freiheit. Seit 2011 war sie Gast verschiedener Fernsehsendungen. Ebenso schreibt sie für die konservativ-katholische Zeitung Die Tagespost und für die Katholische Sonntagszeitung für Deutschland.
Kelle ist Vorsitzende des Vereins Frau 2000plus. Seit Oktober 2010 ist sie Vorstandsmitglied von New Women For Europe (NWFE), einem seit der Gründung weitgehend inaktiven Verein, der sich als Dachverband von NGO-Frauenverbänden in den EU-Mitgliedsstaaten versteht und diesen eine Plattform bieten möchte, um Einfluss auf politische Prozesse im Rahmen der europäischen Institutionen nehmen zu können.

## Standpunkte

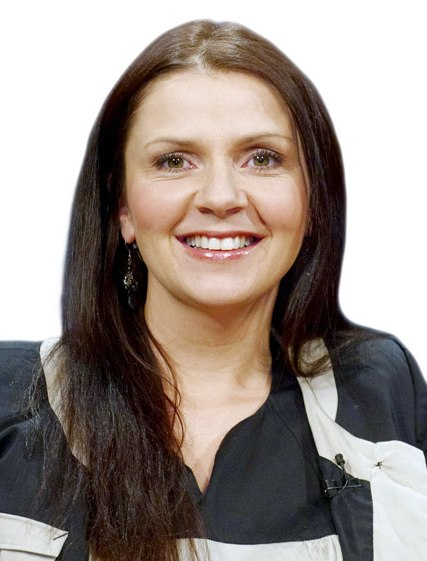
Birgit Kelle (2011)

Kelle bezeichnet sich selbst als liberal. Im Herbst 2020 gehörte sie zu den Erstunterzeichnern des Appells für freie Debattenräume.

### Feminismus-Kritik
Kelle engagiert sich nach eigener Aussage „für einen neuen Feminismus abseits von Gender-Mainstreaming und Quoten“. Sie vertritt die Auffassung, dass der traditionelle Feminismus ausgedient habe. Ihr Verein Frau 2000plus, dem Kritiker „rechtskatholische und evangelikale Einstellungen, also ein reaktionäres Frauenbild und eine antiliberale Sexualmoral“ vorwerfen, setzt sich nach eigener Definition für eine „neue Kultur der Frau“ ein.
Sie kritisiert feministische Aktivisten dafür, Opferkonstellationen von Frauen zu betonen. Selbsterklärte Zugehörigkeit zu einer bestimmten „Opfergruppe“ garantiere den betroffenen Frauen Aufmerksamkeit und Erfolg. Sie fordert vielmehr die Rückkehr zu traditionellen Rollenbildern in Form eines „femininen Feminismus“, durch den der Wunsch nach Familie besser verwirklicht werden könne, und tritt dafür ein, dass Frauen sich statt für ein Leben aus Karriere und Kindern auch für ein traditionelles Familienleben entscheiden dürfen, ohne deswegen benachteiligt zu werden.

### Familienpolitik
Birgit Kelle setzt sich für die Förderung der traditionell zweigeschlechtlichen Familien mit Kindern ein, da nur diese eine relevante Stütze der Gesellschaft seien.
In ihrer Funktion als Vorsitzende des Vereins Frau 2000plus war Birgit Kelle bei der öffentlichen Anhörung zum geplanten Betreuungsgeld und dem entsprechenden Gesetzentwurf der Fraktionen CDU/CSU und FDP im Familienausschuss des Deutschen Bundestages vom 14. September 2012 zugegen und vertrat die Position, dass das Betreuungsgeld gezahlt werden müsse, da der Staat in der Förderung von Erziehungsmodellen zur Neutralität verpflichtet sei und daher auch Eltern finanziell unterstützen müsse, die ihre Kinder nicht in einer Kindertagesstätte unterbringen wollten.
Kelle kritisiert Abtreibungen scharf. Auf Demonstrationen abtreibungskritischer Gruppierungen ist sie regelmäßig als Rednerin präsent.

### Genderdiskussion
Im Jahr 2014 organisierte sie gemeinsam mit der von der AfD-Politikerin Beatrix von Storch gegründeten Zivilen Koalition Kundgebungen gegen den baden-württembergischen Bildungsplan unter dem Motto „Demo für alle“, das man von der französischen Anti-Gender-Bewegung La Manif pour tous und deren Demonstrationen in Frankreich im Jahre 2013 übernahm. 2016 wurde Kelle von Arnold Vaatz und Andreas Lämmel zu einer Veranstaltung der CDU Sachsen eingeladen und referierte dort über ihr Buch „Gendergaga“. Die „Dresdner Grünen, die Linkspartei sowie verschiedene Verbände und das CSD-Bündnis auf Facebook“ protestierten gegen die Einladung.

### Kritik am Umweltaktivismus
In verschiedenen Gastbeiträgen äußert die Journalistin sich kritisch zu der Fridays-for-Future-Bewegung und zu Greta Thunberg:

### Ablehnung von „Geschlechtsumwandlungen“ bei Minderjährigen

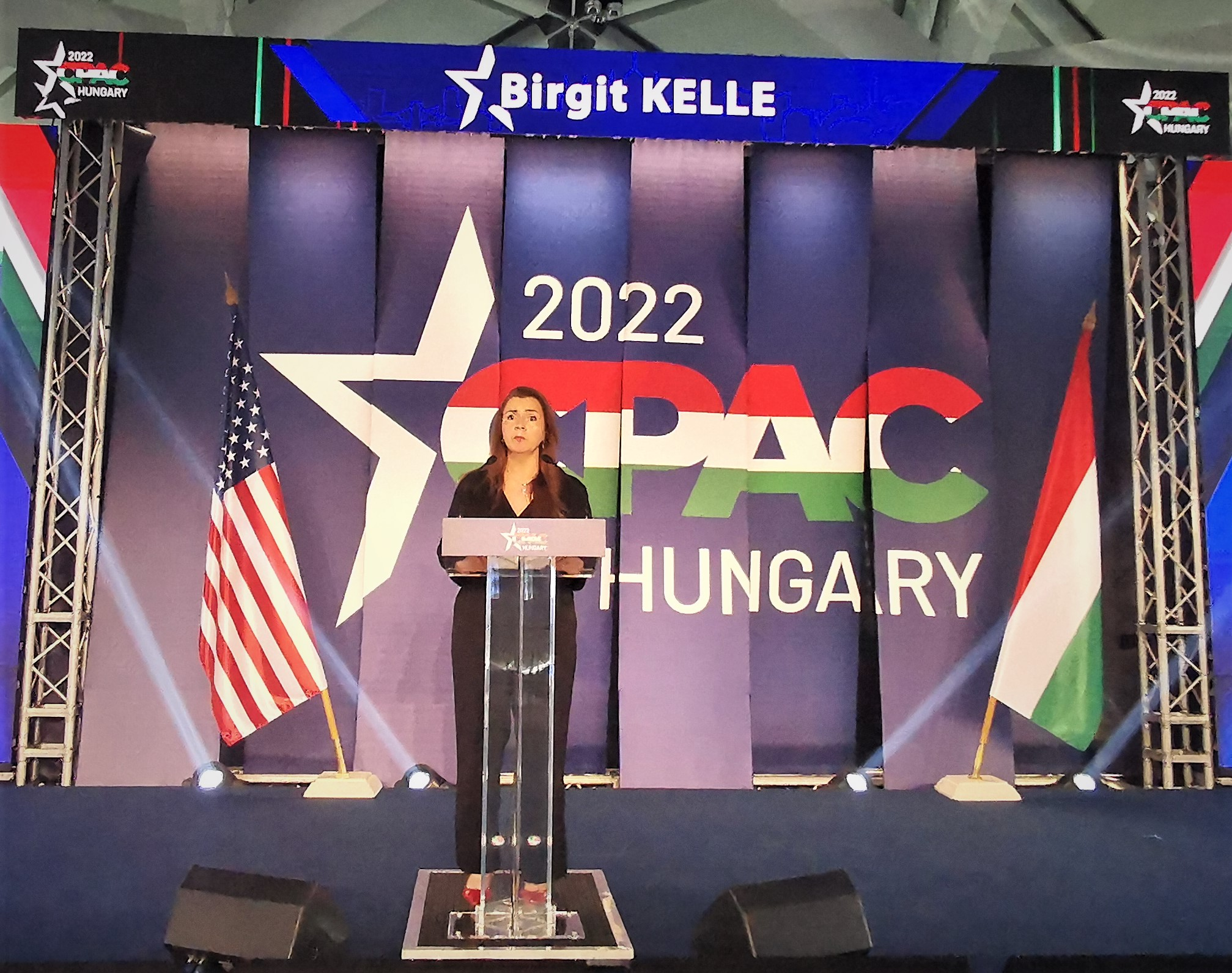
CPAC Ungarn 2022

In einem Gastkommentar in der Neuen Zürcher Zeitung vom 28. Januar 2021 befasst sich Kelle mit Behandlungen von „Kindern, die ihr Geschlecht wechseln wollen“.

## Rezeption
Ihr Artikel Dann mach doch die Bluse zu! vom 29. Januar 2013 im The European, der sich mit der #Aufschrei-Debatte befasste, wurde aufgrund der großen Verbreitung in sozialen Netzwerken laut den Diensten Werben & Verkaufen und 10000 Flies das „Social-Media-Phänomen des Jahres“. Über die erweiterte Buchfassung Dann mach doch die Bluse zu schrieb Danuta Szarek auf Focus Online: „Es liest sich, wie der nochmals gewählte Titel ‚Dann mach doch die Bluse zu‘ vermuten lässt: unterhaltsam provozierend, polemisch, sarkastisch.“ Auch Alexander Wallasch befand in Die Tageszeitung, dass Kelles Buch das Zeug habe, „eine von Alice Schwarzer, Bascha Mika oder Élisabeth Badinter dominierte Debatte zu beleben – und tatsächlich zum Bestseller zu werden“, allerdings seien „Versuche, eine konservative Haltung zum neuen Modernen zu erklären, […] noch selten überzeugend gelungen“. Christian Geyer von der Frankfurter Allgemeinen Zeitung nannte sie 2012 „rhetorisch brillant“. Ein Jahr später führte dieselbe Zeitung in ihrer Sonntagsausgabe ein ganzseitiges Interview mit Kelle. Der Medienjournalist Stefan Niggemeier nannte sie in einer TV-Kritik eine „konservative Journalistin“.
Der damalige Ratsvorsitzende der Evangelischen Kirche in Deutschland, Nikolaus Schneider, kritisierte Kelle als Beispiel für Menschen, die mit dem Begriff „Gender“ wenig anfangen könnten. Kelles „Aufschrei“ gegen einen „vermeintlichen Genderwahn“ verstehe er als eine „populistische Anbiederei an veränderungsunwillige konservative Kreise“. In der taz schrieb Simone Schmollack, Kelle propagiere „das Mutterdasein als ein heiliges Frauenideal“. Andreas Kemper kritisierte in der taz, Kelle stelle sich als moderne Feministin dar, doch sie unterstütze die erzkonservativen Legionäre Christi. Ihr Antifeminismus sei so „alt und erstickend wie der missionarische Eifer der Legionäre Christi“. Der Autor Wolfgang Brosche widmete der „Methode Kelle“ in seinem Buch Panoptikum des Grauens. Üble Zeitgenossen, Zombies und andere neue Rechte. (2019) ein eigenes Kapitel.
Gastautor Giuseppe Gracia schrieb am 2. November 2021 auf FOCUS Online: „Die Bestsellerautorin Birgit Kelle gehört seit Jahren zu den mutigsten Frauenstimmen im deutschsprachigen Raum. Trotzdem bleibt ihr die breite Anerkennung bislang verwehrt, weil sie sich die Frechheit leistet, keine Linke zu sein. (...) An der Oberfläche kämpft diese Frau gegen die Propagandamaschine der Identitäts-Politik. Unter der Oberfläche aber ist Kelle eine Feministin – eine ganzheitliche Feministin. Das ist etwas Anderes als der Mainstream-Feminismus.“

## Auszeichnungen
- Im November 2013 erhielt Kelle den Gerhard-Löwenthal-Preis für Journalisten, der von der Förderstiftung Konservative Bildung und Forschung in Berlin in Zusammenarbeit mit der Jungen Freiheit vergeben wird. Die Laudatio hielt Andreas Unterberger.[56]
- 2016 erhielt sie den „für politischen Journalismus, welcher herausragende Zeichen für Zivilcourage und Demokratieerhalt in Deutschland und Europa setzt“ ausgelobten und mit 5000 Euro dotierten Dr.-Jörg-Mutschler-Preis.[57]
- 2017 wurde Kelle von der zur evangelikalen Offensive Junger Christen gehörenden OJCOS-Stiftung für ihre „Verdienste um die Förderung von christlichen Werten, Ehe und Familie“ mit dem Stiftungspreis ausgezeichnet.[58]

## Veröffentlichungen
- Der alte Feminismus hat uns nichts mehr zu sagen. In: Eckhard Kuhla (Hrsg.): Schlagseite – MannFrau kontrovers. Klotz, Magdeburg 2012, ISBN 978-3-88074-031-0, S. 211–229.
- Keine Familienpolitik an den Interessen der Mütter vorbei! In: Klaus Hurrelmann, Tanjev Schultz (Hrsg.): Staatshilfe für Eltern. Brauchen wir das Betreuungsgeld? Beltz-Juventa, Weinheim 2013, ISBN 978-3-7799-2752-5, S. 72–85.
- Dann mach doch die Bluse zu: Ein Aufschrei gegen den Gleichheitswahn, adeo, Asslar 2013, ISBN 978-3-942208-09-3.
- GenderGaga. Wie eine absurde Ideologie unseren Alltag erobern will. adeo, Asslar 2015, ISBN 978-3-86334-045-2 (eingeschränkte Vorschau in der Google-Buchsuche).
- Muttertier: Eine Ansage, Fontis-Verlag, Basel 2017, ISBN 978-3-03848-124-9 (eingeschränkte Vorschau in der Google-Buchsuche).
- Noch Normal? Das lässt sich gendern! Gender-Politik ist das Problem, nicht die Lösung, FBV, München 2020, ISBN 978-3-95972-364-0.
- Gender Gaga: wie eine absurde Ideologie unseren Alltag erobern will, FBV, München 2020, ISBN 978-3-95972-422-7.
- Camino. Mit dem Herzen gehen: Pilgern auf dem Jakobsweg, Fontis-Verlag, Basel 2021, ISBN 978-3-03848-230-7.
- Die Seele geht zu Fuß, Fontis-Verlag, Basel 2022, ISBN 978-3-03848-231-4.
- Ich kauf mir ein Kind : das unwürdige Geschäft mit der Leihmutterschaft, FBV, München 2024, ISBN 978-3-95972-770-9.